# Ernesto Alba
Ernesto Alba Aragón (Conil de la Frontera, Cádiz, 23 de diciembre de 1982) es un trabajador social y político comunista español, actual secretario general del Partido Comunista de Andalucía y responsable de acción política de Izquierda Unida. Es militante del Partido Comunista de Andalucía, de Izquierda Unida Los Verdes - Convocatoria por Andalucía y de CCOO de Andalucía.

## Biografía
Ernesto Alba nació en Conil de la Frontera, Cádiz, municipio del que ha sido concejal delegado de Servicios Sociales, Participación Ciudadana, Salud y Consumo y coordinador del grupo municipal desde 2011 hasta 2016, cargos que tuvo que abandonar al incorporarse al equipo de dirección de Alberto Garzón al frente de Izquierda Unida en junio de ese año. El 2 de julio de 2017 fue elegido secretario general del Partido Comunista de Andalucía por la unanimidad del Comité Central emanado del XII Congreso del PCA. En este congreso, que se celebró los días 30 de junio, 1 y 2 de julio en la localidad granadina de Albolote, Ernesto Alba encabezó la candidatura al Comité Central que ganó con el 62 por ciento de los apoyos frente a la encabezada por el diputado de Unidos Podemos, Miguel Ángel Bustamante que obtuvo el 38 por ciento de los votos.
En Conil de la Frontera ha sido camarero de discoteca durante ocho años. Es diplomado en Trabajo Social por la Universidad Pablo de Olavide y Especialista Universitario en Derecho a la Ciudad. También cursó estudios de derecho en la Universidad de Sevilla. Como trabajador social ha desempeñado su carrera profesional en el Centro de Acogida para Inmigrantes de la Cruz Roja de Algeciras y ha sido técnico especialista de proyectos y asesor metodológico de Presupuestos Participativos en el Instituto Universitario Rafael Burgaleta de la Universidad Complutense de Madrid.
Con 16 años comenzó a participar en la asamblea local de IU en Conil de la Frontera y en el año 2002 se integra en la Unión de Juventudes Comunistas de España, organización en la que llegó a ser responsable del Área Externa del Comité Nacional de Andalucía y responsable de movimientos sociales y migraciones en el Comité Central de la UJCE.
Ernesto Alba fue candidato de Izquierda Unida - Unidad Popular al Congreso de los Diputados en las pasadas elecciones generales de diciembre de 2015. En su papel de activista político ha participado en las luchas contra el Informe Bricall, la LOU y el Plan Bolonia, dentro del movimiento estudiantil. Asimismo trabajó en plataformas y movilizaciones contra conflictos bélicos como la guerra de Irak y ha asistido a foros de política internacional como el Foro Social Europeo de Londres de 2004, el Festival Mundial de la Juventud y los Estudiantes celebrado en Caracas en 2005 y Foro Mundial de Migraciones de Rivas-Vaciamadrid de septiembre de 2009.
En 2007 participó en Brigadas de Solidaridad con el pueblo saharaui, visitando los campamentos de refugiados en Argelia y en la Brigada internacionalista en Cuba.